# Sociedade Sacerdotal dos Apóstolos de Jesus e Maria
A Sociedade Sacerdotal dos Apóstolos de Jesus e Maria (em latim: Societas Sacerdotalis Apostolorum Jesu et Mariae, sigla: SSAJM ou SAJM) é uma associação sacerdotal católica de caráter tradicionalista, fundada por Dom Jean-Michel Faure em 22 de agosto de 2016, na França. Sua sede principal é o Seminário São Luís Maria Grignion de Montfort, localizado na cidade de Avrillé.

Símbolo da organização

## História
Dom Jean-Michel Faure foi consagrado bispo em 19 de março de 2015 por Richard Williamson, ambos ex-membros da Fraternidade Sacerdotal São Pio X. A consagração foi realizada sem mandato pontifício, fora da estrutura canônica da Igreja Católica, seguindo os princípios do arcebispo Dom Marcel Lefebvre. Após a consagração, Dom Faure fundou a SAJM, visando dar continuidade ao legado doutrinal e espiritual da FSSPX original.
A ereção oficial da sociedade ocorreu em 22 de agosto de 2016, festa do Imaculado Coração de Maria. A fundação foi anunciada por meio de um decreto publicado no site italiano Una Vox.

## Espiritualidade e missão
A espiritualidade da SAJM é centrada em Jesus Cristo e na Santíssima Virgem Maria. Inspirada nos princípios da FSSPX nos anos 1970, a sociedade declara-se fiel ao Rito Romano tradicional (missal de 1962) e à doutrina tradicional da Igreja Católica, e rejeita qualquer tipo de acordo com a Santa Sé enquanto, segundo seus fundadores, perdurar o que consideram ser uma crise modernista na Igreja.
A sigla SAJM também reflete a devoção particular dos membros à missão dos Apóstolos, que pregavam com autoridade delegada por Cristo, e ao papel mediador de Maria como Mãe da Igreja.

## Seminário
Junto com a fundação da sociedade, foi criado o Seminário São Luís Maria Grignion de Montfort, em Avrillé, na França. O seminário visa formar sacerdotes conforme os princípios teológicos e espirituais de Dom Lefebvre. As aulas são ministradas com a colaboração dos dominicanos tradicionais do convento local.
Os seminaristas seguem uma vida de oração, estudos clássicos, formação doutrinal e prática da liturgia tradicional. A admissão formal na sociedade ocorre geralmente no segundo ano do curso, com a recepção da tonsura clerical.

## Membros
Atualmente, a SAJM é composta por:
- 2 bispos;
- 11 sacerdotes;
- 5 seminaristas;
- 3 oblatas.

A sociedade segue em crescimento modesto, acolhendo vocações ligadas ao movimento de resistência tradicionalista e à defesa da fé católica conforme era ensinada antes do Concílio Vaticano II.